# آشپزی شام

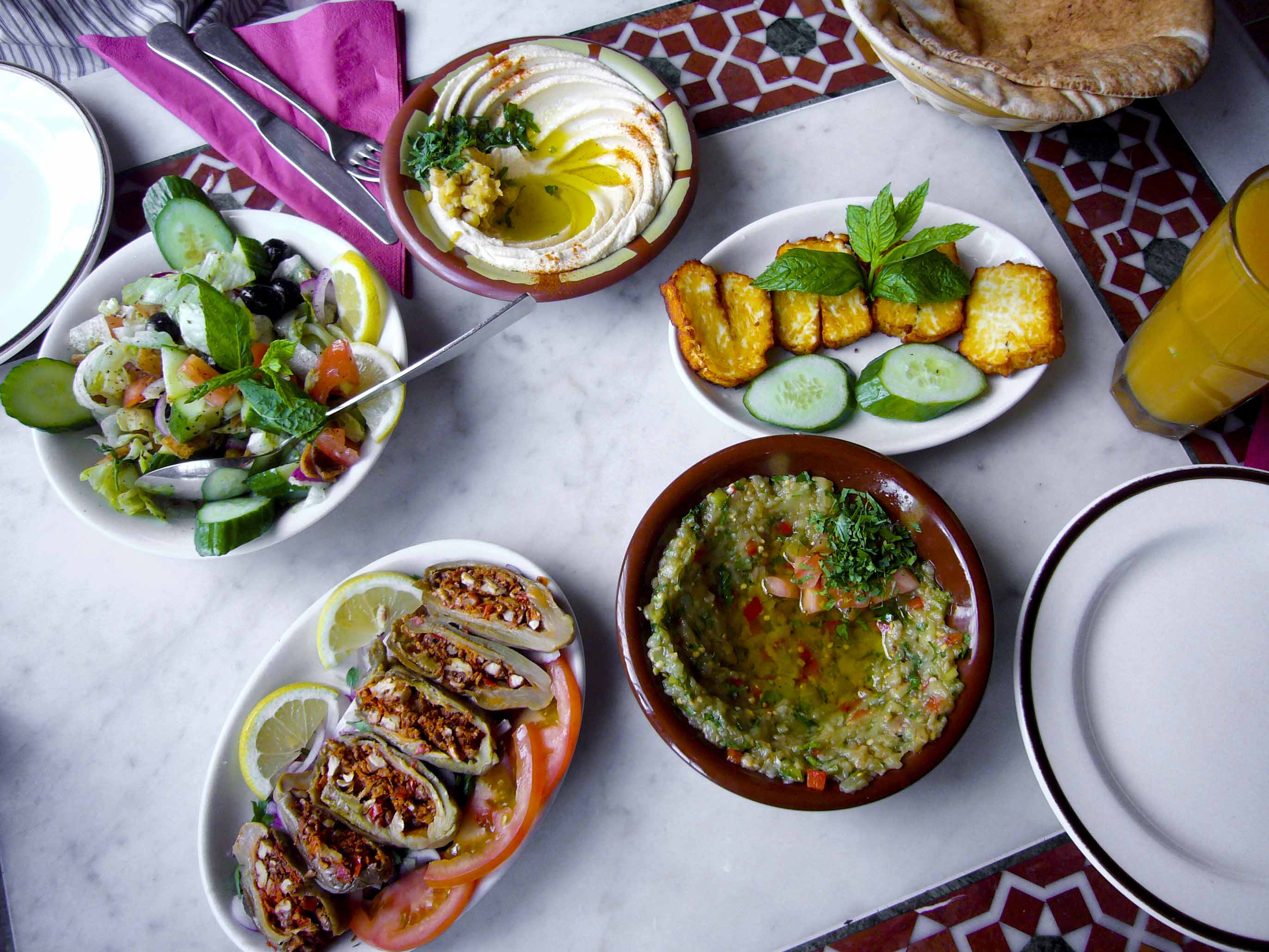
پخش غذاهای کلاسیک مزه شامی، از جمله، از بالا، در جهت عقربه‌های ساعت: هوموس، هالومی سرخ شده، بابا غنوج، مقدوس و سالاد.

آشپزی شام، روش آشپزی سنتی شام، به معنای منطقه سوریه عثمانی سابق است. این نوع آشپزی شباهت‌هایی با آشپزی مصری، آشپزی مغربی و آشپزی عثمانی دارد. به ویژه به خاطر مزه سرد و گرم خود که از جمله مهم‌ترین آن‌ها میدام، حمص، تبوله و بابا غنوج همراه با نان است، شناخته شده است.

## تاریخچه
تاریخچه آشپزی شام را می‌توان به تمدن‌های اولیه ای که در این منطقه شکوفا شد، مانند کنعانی‌ها، اسرائیلی‌ها، فنیقی‌ها و هیتی‌ها نسبت داد. این فرهنگ‌های باستانی سیستم‌های کشاورزی پیچیده‌ای را توسعه دادند و غلات، حبوبات، میوه‌ها و سبزیجات را تولید کردند که جزء اصلی رژیم غذایی شام بودند. نان و روغن زیتون از همان ابتدا جزء لاینفک آشپزی بودند و تا به امروز نیز باقی مانده‌اند.

## آشپزی شامی

### کلاسیک

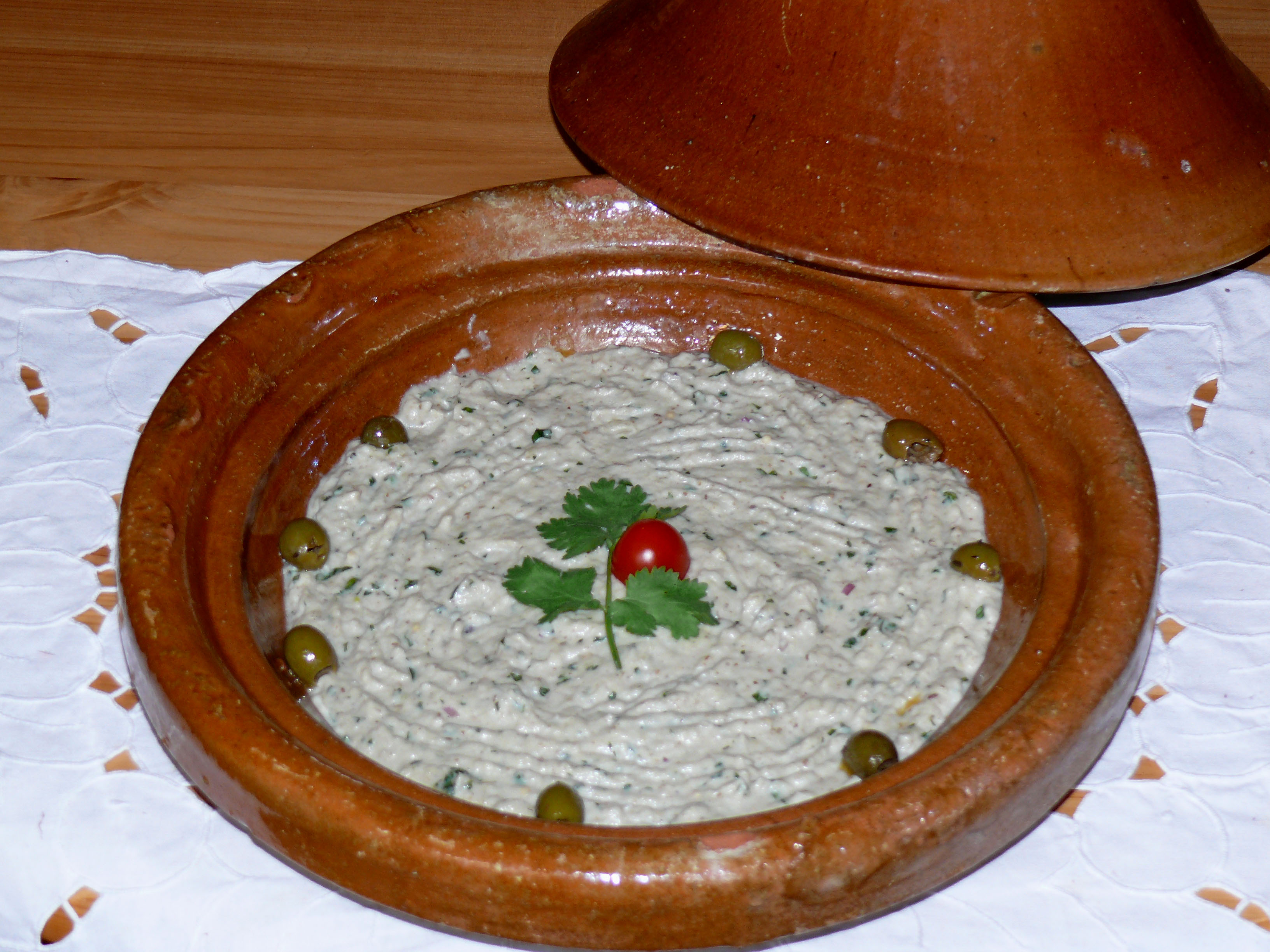
بابا غنوج

#### مزه یا ظروف کوچک

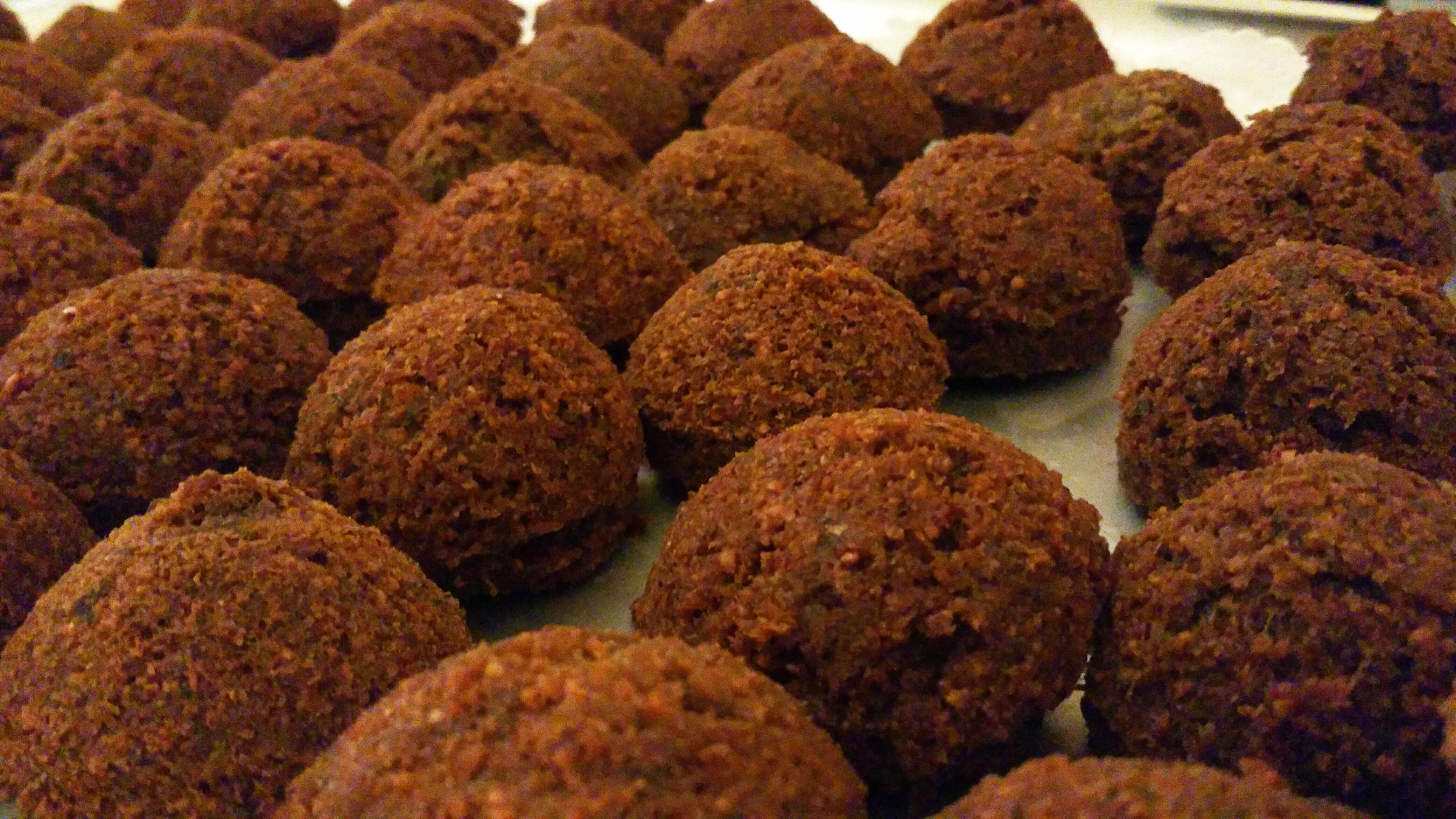
فلافل

- بابا غنوش[۳] (بابا غنوج) - دیپ تهیه شده از بادمجان پخته و له شده مخلوط با لیمو، سیر، روغن زیتون و چاشنی‌های مختلف.
- سالاد نخود[۴] یا سالاد هوموس (سلطة حمص) - سالاد عربی با نخود پخته، آب لیمو، سیر، ارده، نمک، روغن زیتون و زیره

- فلافل[۵] - نخود له شده که به شکل توپک در می‌آید و سرخ می‌شود، معمولاً همراه یا در نان پیتا با حمص خورده می‌شود.

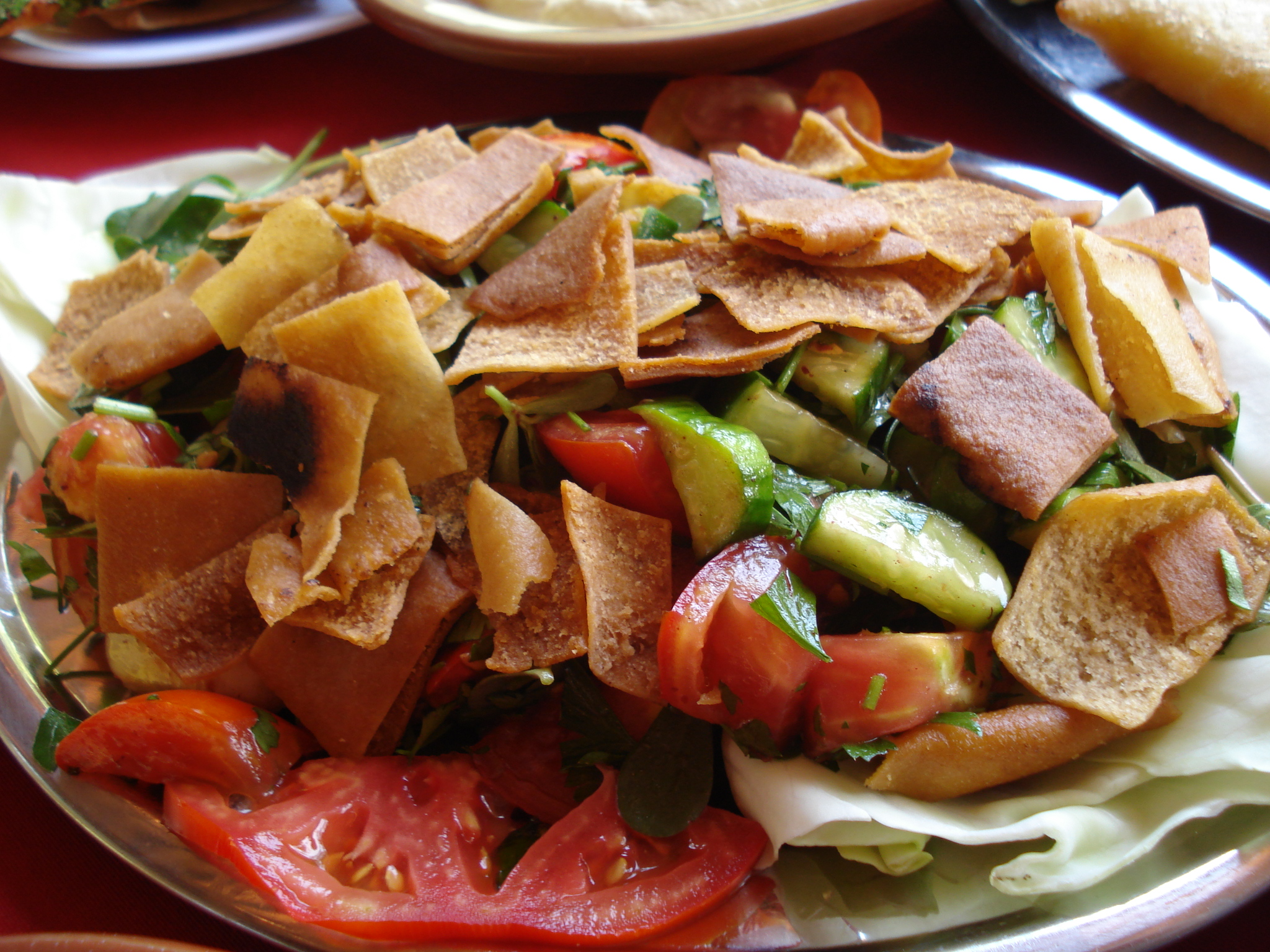
فتوش یک سالاد نان پیتای لوانتینی است که شامل سبزیجات مخلوط و تره‌بار دیگر است.

- فتوش - سالادی از خیار خرد شده، تربچه، گوجه فرنگی و سایر سبزیجات، با نان پیتا سرخ شده یا برشته شده
- فول مدامس[۷] (فول مدمس) - باقلا و روغن زیتون آسیاب شده ایت که در سوریه به عنوان سالاد با باقلا، گوجه فرنگی خرد شده، پیاز، جعفری، آب لیمو، روغن زیتون، فلفل و نمک تهیه می‌شود.
- هوموس (حمّص) - خمیر غلیظ یا پخش شده از نخود آسیاب شده و روغن زیتون، لیمو و سیر. در مصر نیز رایج است
- کبه (کبة) - یک غذای کوفته مانند از گوشت گوسفند آسیاب شده با بلغور گندم یا برنج و چاشنی‌هایی که پخته یا خام مصرف می‌شود.
- کبه نایه (کبة نیئة) - مزه ای از گوشت خام چرخ کرده مخلوط با بلغور خوب و چاشنی‌های مختلف.
- ماست چکیده (لبنه) - ماستی که صاف کرده‌اند تا آب پنیر آن از بین برود. محبوب‌ترین به عنوان یک غذای صبحانه
- سوپ عدس (شوربة عدس) - ممکن است گیاهی باشد یا شامل گوشت باشد، با استفاده از عدس قهوه ای، قرمز، زرد یا سیاه، با یا بدون پوسته
- ماکانک — سوسیس عربی تهیه شده از گوشت چرخ کرده با آجیل کاج، زیره، میخک، دارچین و جوز هندی و با ملاس انار سرو می‌شود.
- مقدوس (مکدوس)-بادمجان بچه پر شده با روغن

#### غذاهای اصلی
- خورش بامیه - خورشی که با تکه‌های گوشت بره با بامیه در سس گوجه‌فرنگی تهیه می‌شود و روی برنج سرو می‌شود.
- دلمه (محشی) – سبزیجات، معمولاً بادمجان، کدو، پیاز، فلفل یا گوجه فرنگی، پر شده با گوشت چرخ کرده و برنج
- فاصولیا (فاصولیا) - خورشی که با لوبیا سفید و گوشت روی برنج سرو می‌شود
- فته - مرغ روی برنج، روی آن ماست و نان پیتا

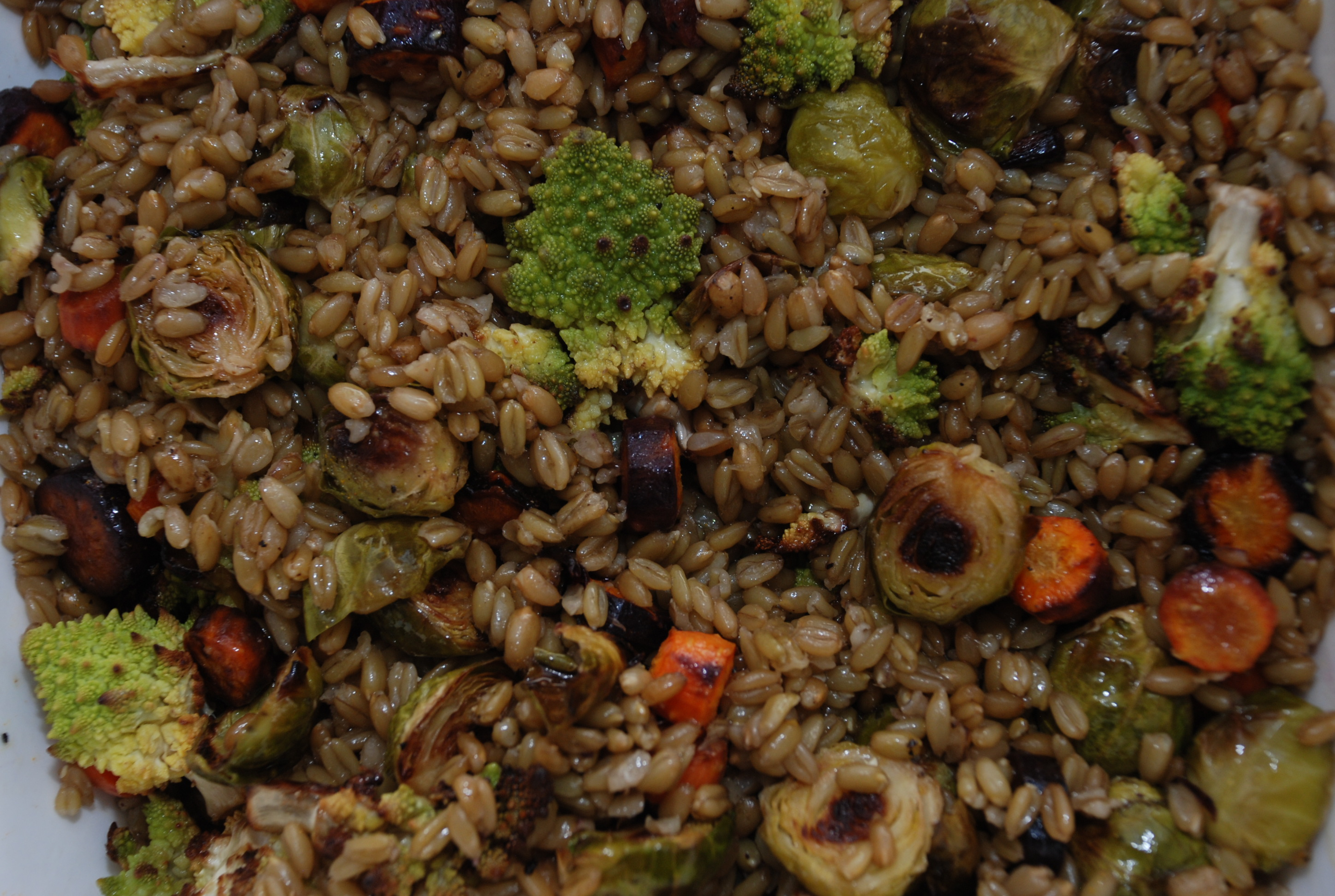
فریکه: گندم دوروم سبز پخته شده با چربی بره با سبزیجات

- فریکه- غذای غلاتی است که از گندم دوروم سبز تهیه می‌شود و برای ایجاد طعم آن برشته و مالیده می‌شود و سپس با زیره سبز، دارچین و چربی تازه دم بره سرو می‌شود.
- کبسه- یک غذای برنجی است که معمولاً با گوشت، بره یا مرغ خورده می‌شود، که در انواع ادویه‌ها پخته می‌شود و روی برنج روی آن آجیل قرار می‌گیرد و در سوریه و غزه تهیه می‌شود[۸][۹]
- کباب (کباب) - غذای گوشت چرخ کرده یا گوسفند، کبابی یا کبابی روی سیخ
- ملفوف – برگ‌های کلم گرد شده با برنج، گوشت و ادویه جات پر شده[۱۰]

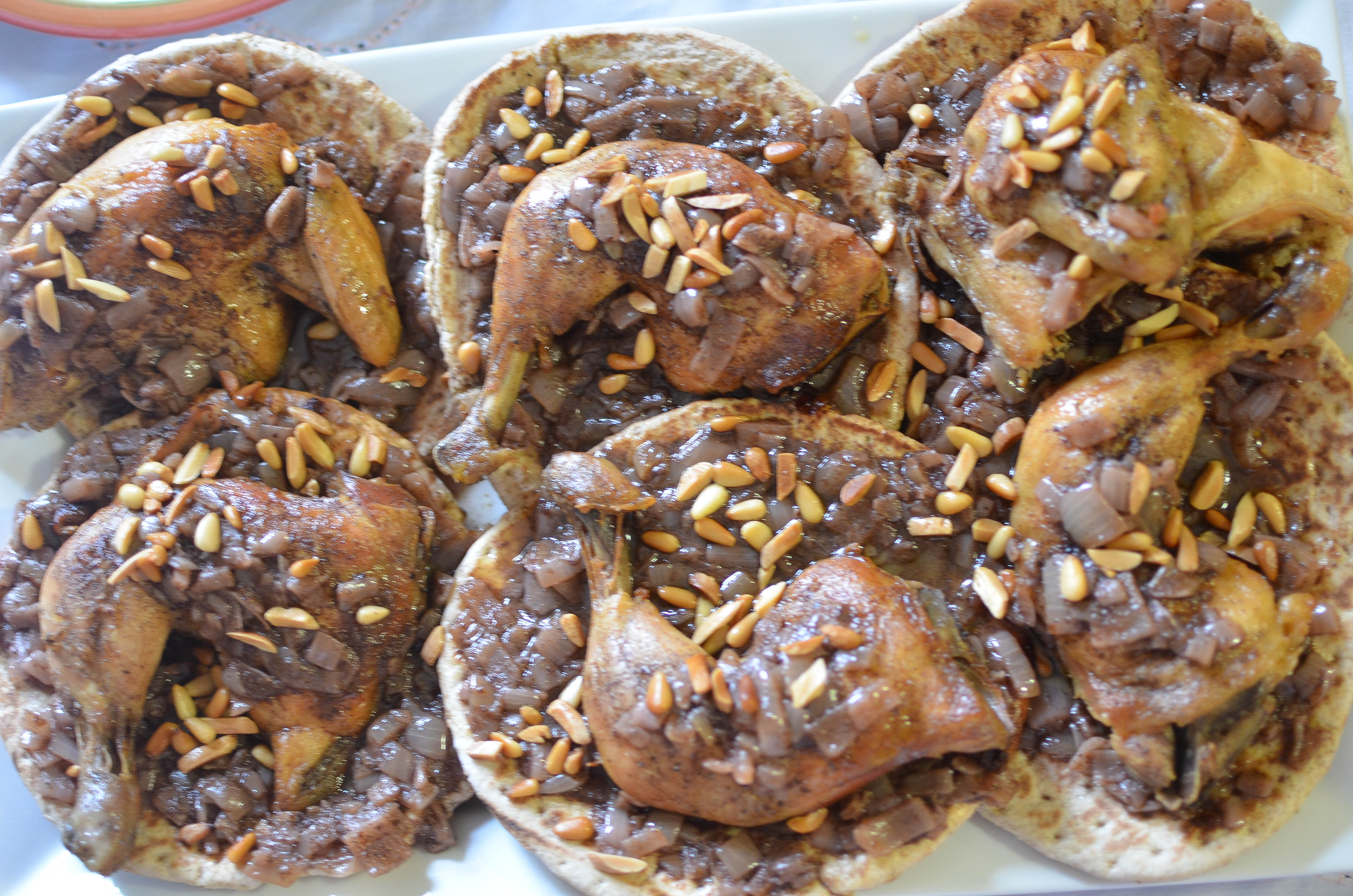
موساخان کلاسیک – مرغ سوخاری روی بستر نان، آجیل کاج، پیاز و ادویه جات

- موساخان (مسخّن) - یک غذای کلاسیک فلسطینی است، یک مرغ کامل کباب یا پخته شده با پیاز، سماق، فلفل دلمه ای، زعفران و دانه کاج سرخ شده که روی تنور طابون سرو می‌شود.
- قوزی- غذایی دلچسب از گوشت بره بوداده با کشمش، آجیل و ادویه‌ها روی برنج یا پیچیده شده در تنور طابون
- شیش کباب - تکه‌های گوشت کبابی یا بریان شده روی سیخ که معمولاً روی نان یا برنج سرو می‌شود.
- سماقیه- سماق آسیاب شده را در آب خیس می‌کنند، سپس آن را با ارده (خمیر کنجد)، آب و آرد مخلوط می‌کنند و به چغندر خرد شده تفت داده شده، تکه‌های گوشت گاو آرام خورش و لوبیا گاربانزو اضافه می‌کنند.

#### نان‌ها
- کعک - نوعی بیسکویت/کوکی که به شکل حلقه‌ای در می‌آید و گهگاه با دانه‌های کنجد پاشیده می‌شود.
- نان مرقوق - نان تخت نازک و بدون خمیر پخته شده روی توری آهنی معروف به ساج.
- پیتا (خبز عربی) - نان مسطح نرم و کمی خمیر شده که از آرد گندم پخته می‌شود.

#### چاشنی‌ها

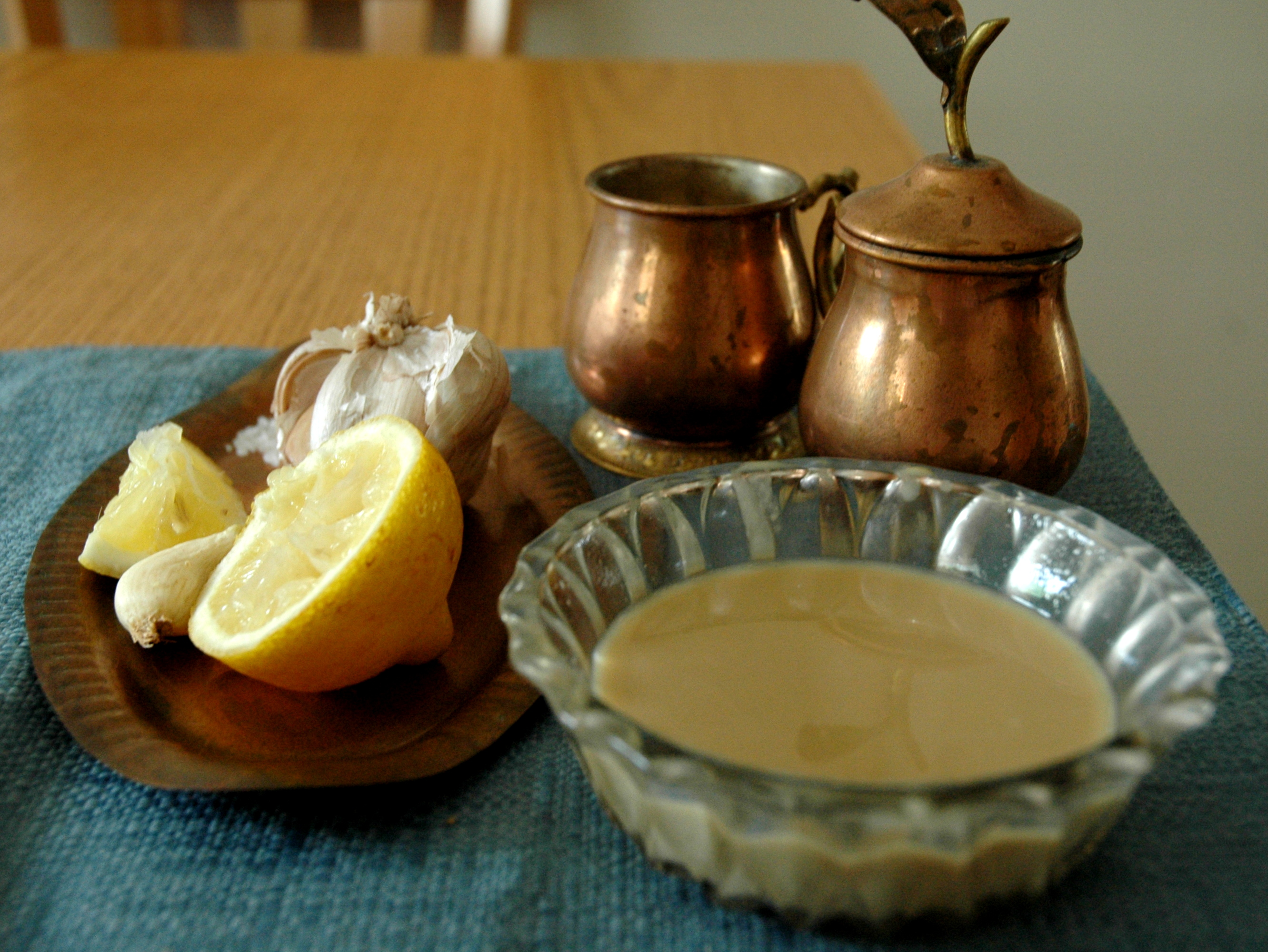
ارده به عنوان چاشنی همراه با لیمو و سیر

- ارده - چاشنی ساخته شده از دانه کنجد آسیاب شده و پوست کنده، ماده اولیه بابا قنوش و حمص
- توم - خمیری حاوی سیر، روغن زیتون و نمک است که معمولاً به عنوان غوطه ور استفاده می‌شود.
- زَعْتَر - چاشنی گیاهان خشک مخلوط با کنجد، سماق خشک، و اغلب نمک، و همچنین سایر ادویه‌ها.

#### شیرینی

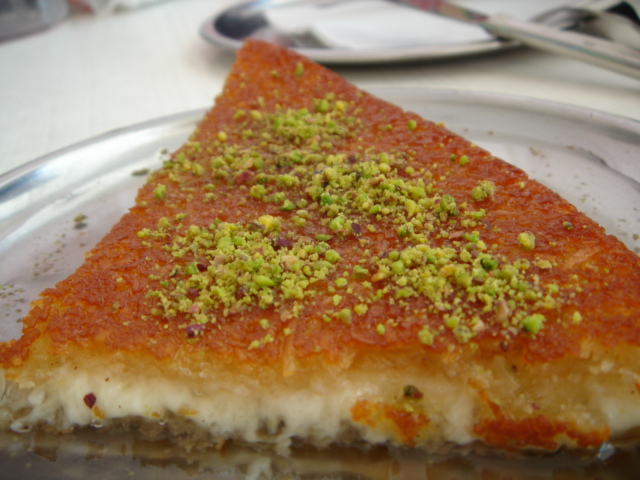
کنافه

- کنافه- دسری که با خمیر فیلو و پنیر در شربتی شیرین خیس شده است درست می‌شود.
- معمول - کلوچه‌های پر از خرما یا گردو
- مغلی – پودینگ برنج با انیسون، زیره و دارچین و تزیین شده با پرک نارگیل و آجیل
- قطایف - دسری است که معمولاً در ماه رمضان سرو می‌شود، پیراشکی شیرین پر از خامه یا آجیل
- وربات - یک شیرینی شیرین با لایه‌های نازک خمیر فیلو پر از کاستارد، که معمولاً در ماه رمضان خورده می‌شود.
- رولبیا - خمیر سرخ شده به شکل توپ یا دیسک که اغلب در شربت شیرین آغشته می‌شود.

#### نوشیدنی
- لیموناد نعنا - لیموناد ساخته شده از آب لیموی تازه و برگ نعناع
- قمر الدین - یک نوشیدنی سرد و غلیظ زردآلو که معمولاً در ماه رمضان سرو می‌شود.